# 매부리바다거북
매부리바다거북(학명: Eretmochelys imbricata 에레트모켈리스 임브리카타[*])은 바다거북과에 속하는 거북이다. 매부리바다거북속(Eretmochelys)의 1속 1종으로, 심각한 멸종 위기에 놓여 있다. 대모(玳瑁)라고 일컫기도 한다. 전 세계 대양에 분포하며, 대서양아종(Eretmochelys imbricata imbricata)과 태평양아종(Eretmochelys imbricata bissa)이 있다.
일반적으로는 다른 바다거북과 비슷하게 생겼다. 전반적으로 몸은 납작하며 등딱지와 헤엄치기에 알맞은 앞발을 지니고 있다. 하지만 입에 있는 구부러진 부리와 톱날같이 갈라진 등딱지로 구분할 수는 있다. 생애 대부분을 대양에서 보내지만 해면동물을 먹기 위해 얕은 석호나 산호초에 오기도 한다. 이들이 먹는 특정한 해면동물은 다른 동물이 먹기에는 너무나 독성이 강한 것으로 알려져 있다. 또한 이들의 먹이인 해면동물은 실리콘이 많으며 이러한 식성을 지닌 동물은 많지 않다. 이런 해면동물 외에도 작은 물고기와 해파리 같은 무척추동물을 먹기도 하고 이따금 해초도 먹는 잡식성이다.
남획 때문에 멸종 위기에 놓여 있으며 국제 자연 보호 연맹(ICUN)은 상태가 “위급”하다고 평가하였다. 중국과 일본에서는 이들의 살을 별미로 여기기도 한다. 이들의 등딱지는 좋은 관상용품이 되기도 한다. 이제는 국제 야생동식물 멸종위기종 거래에 관한 조약(CITES)에 따라 매부리바다거북을 포획하는 것과 생산품을 거래하는 것이 금지된다.

## 몸 구조

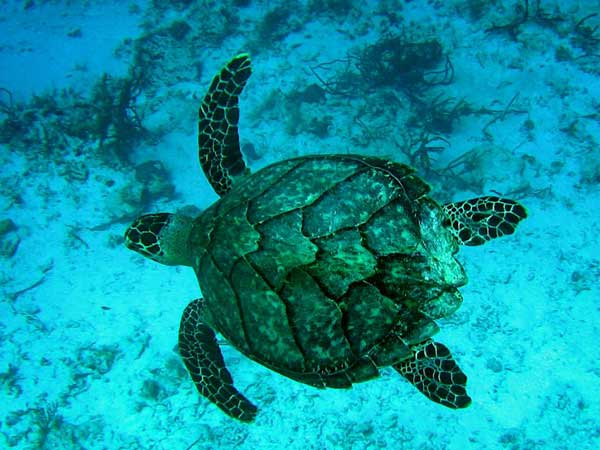
Eretmochelys imbricata. 톱니꼴로 갈라져 있는 등딱지가 눈에 띈다.

매부리바다거북은 다른 바다거북과 비슷한 외관을 취하고 있다. 바다거북과의 종들처럼 몸이 납작하며 앞발은 헤엄치기에 알맞게 진화했다. 매부리바다거북의 최대 몸길이는 1m이며, 평균 몸무게는 80kg이다. 가장 큰 매부리바다거북의 체중은 127kg었다. 이들의 등딱지는 호박색에 불규칙적인 줄무늬의 조합으로 이루어져 있으며 옆쪽은 주로 검은색과 밤색으로 빛나고 있다.
매부리바다거북은 다른 바다거북과 구별되는 특징을 지니고 있다. 이들의 길쭉한 머리의 끝에 있는 입에는 단단하고 뾰족한 부리가 있다. 매부리바다거북의 앞발에는 각각 분명한 2개의 갈퀴가 있다.
다른 것보다 더욱 두드러지는 특징은 갑각을 이루는 인갑의 무늬다. 다른 바다거북처럼 이들의 갑각의 중앙에는 5개의 인갑, 뒷부분에는 4쌍의 인갑이 있지만 인갑은 독특한 방식으로 서로 겹쳐 톱니와 비슷한 무늬를 만들어 낸다. 이들의 등딱지 자체의 길이는 1m 정도 된다고 알려져 있다.

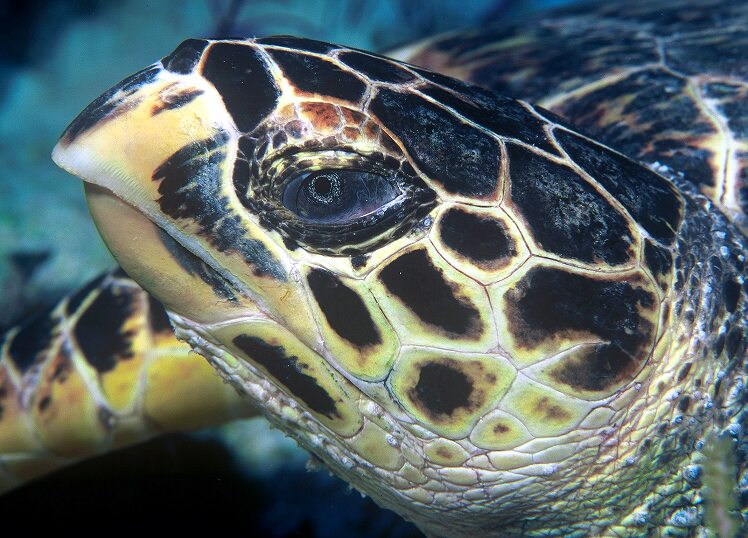
매부리바다거북의 부리를 가까이서 본 것

이들이 해안에 있을 때 남기는 행적은 비대칭적이다(청색바다거북과 장수거북은 대칭적으로 기어간다.)

## 분포

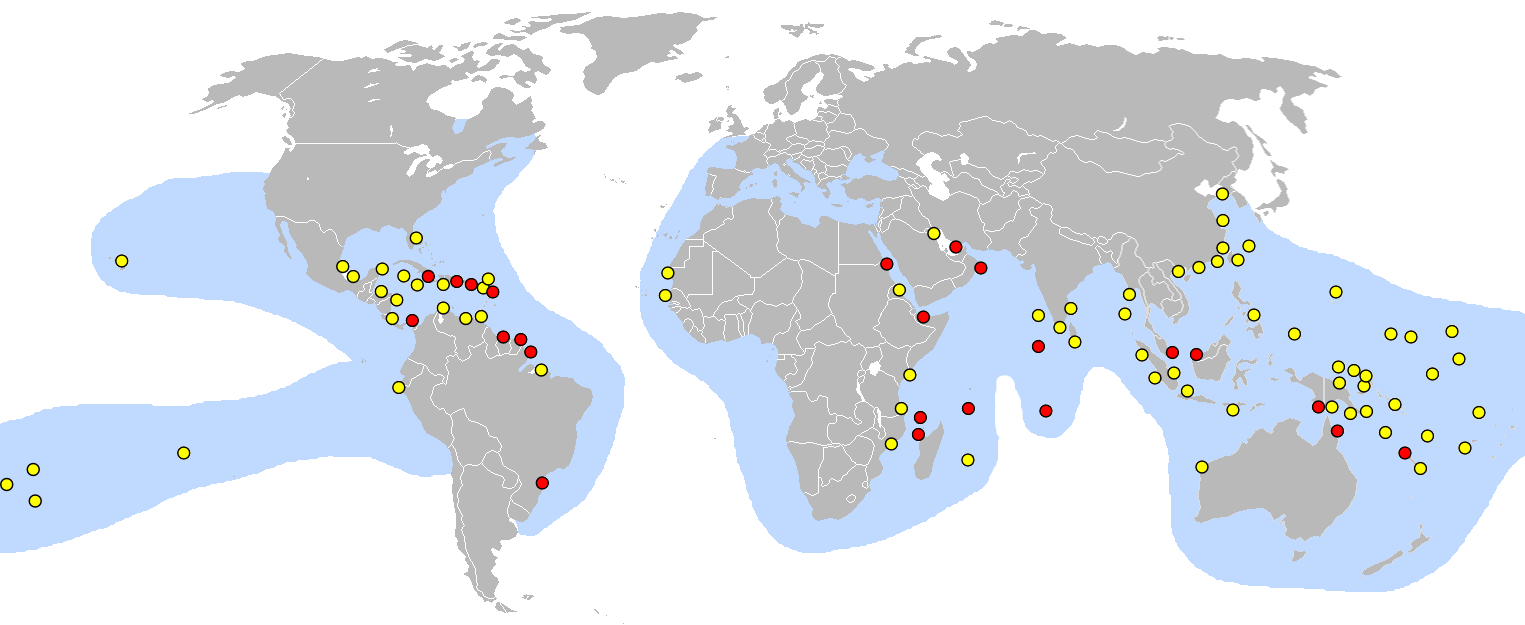
다른 분석에 따른 매부리바다거북의 분포 지역. 빨간 점은 주요 산란장을 나타낸다.

매부리바다거북은 넓은 분포 범위를 지니고 있으며, 인도양을 비롯한 태평양, 대서양에 분포한다. 매부리바다거북은 열대 해양에 가장 밀접한 관련을 맺고 있다. 크게 두 가지의 개체군이 있는 것으로 알려지며 보통은 대서양과 인도양-태평양 개체군으로 나뉜다.

### 대서양 개체군

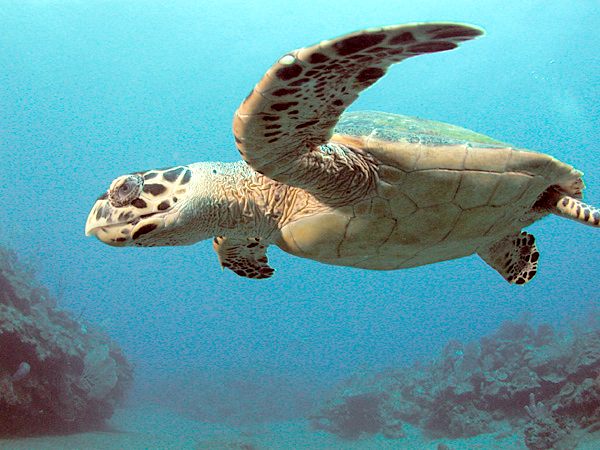
네덜란드 안틸레스에 있는 매부리바다거북

대서양에서 매부리바다거북은 서쪽으로는 멕시코만에서 동쪽으로는 아프리카 대륙의 최남단까지 분포한다. 북쪽으로는 롱아일랜드사운드까지 발견된다. 대서양의 다른 쪽에는 북쪽으로 영국 해협까지 발견된 적도 있다. 그들의 최남단 분포 지역은 아프리카의 희망봉이다.
카리브해 연안에서는 브라질 해안에서 남부 플로리다까지 발견된다. 앤티가 바부다의 해안에서도 발견된다. 코스타리카에서도 대규모 산란장이 있다. 쿠바의 인근 섬에서는 이들이 먹이를 먹는 것이 발견된다. 푸에르토리코의 모나 인근에서도 매부리바다거북들이 먹이를 먹는 것이 확인된다. 열대종이지만 매부리바다거북은 미국 지방 중 높은 위도에 속하는 매사추세츠, 롱아일랜드사운드, 심지어 버지니아 연안에서 발견되기도 하였다.

### 인도-태평양 개체군
매부리바다거북은 인도양-태평양에 걸쳐 널리 분포해 있다. 이들은 인도양에서 아프리카 동해안을 따라, 마다가스카르와 인접 제도에 잘 발견된다. 아시아에서는 걸프 만, 홍해, 인도대륙, 인도네시아제도, 북서 호주에 걸쳐 분포한다. 반면에 태평양 개체군의 분포는 열대와 아열대 지역에 제한된다. 그들의 북방 한계 지역은 한반도와 일본이다. 분포 지역은 동남아시아를 둘러싸며 호주 북부 해안에서 뉴질랜드를 포괄한다. 동태평양에서는 북쪽으로는 멕시코의 바야 반도부터, 남쪽으로는 칠레에까지 분포한다.
필리핀에는 매부리바다거북의 산란장이 많이 알려져 있으며, 보라카이섬이 그중의 하나이다. 또한 제도의 작은 섬들은 타위타위(거북섬)이라고 이름 붙여졌는데 매부리바다거북뿐만 아니라 청색바다거북(Chelonia mydas)도 산란하려고 찾아들기 때문이다. 호주에서는 그레이트배리어리프의 밀만 제도에 산란한다고 알려져 있다. 반면 한국에서는 제주도의 중문해수욕장이 산란장으로 알려져 있다. 인도양 인근 지역에 알려진 산란지는 서쪽으로는 세이셸의 쿠진 섬이며, 국가가 1994년부터 이들을 보호되고 있다. 세이셸의 알다브라섬 인근은 어린 개체들이 먹이를 찾는 장소로 알려져 있다.

## 생태

### 서식지
다 자란 매부리바다거북은 대개 열대지방의 산호초에서 발견되며, 낮에 산호초의 굴이나 암초사이에서 휴식을 취하는 것이 목격된다. 상당히 왕성한 이주특성을 나타내는 종이며 따라서 대양, 석호, 심지어 맹그로브와 같이 다양한 장소에서 서식한다. 어린 매부리바다거북이 어떠한 장소를 선호하는지는 많이 알려지지 않았지만 다른 바다거북처럼 성숙하기 전까지 원양에서 주로 사는 것으로 추정할 수 있다.

### 먹이

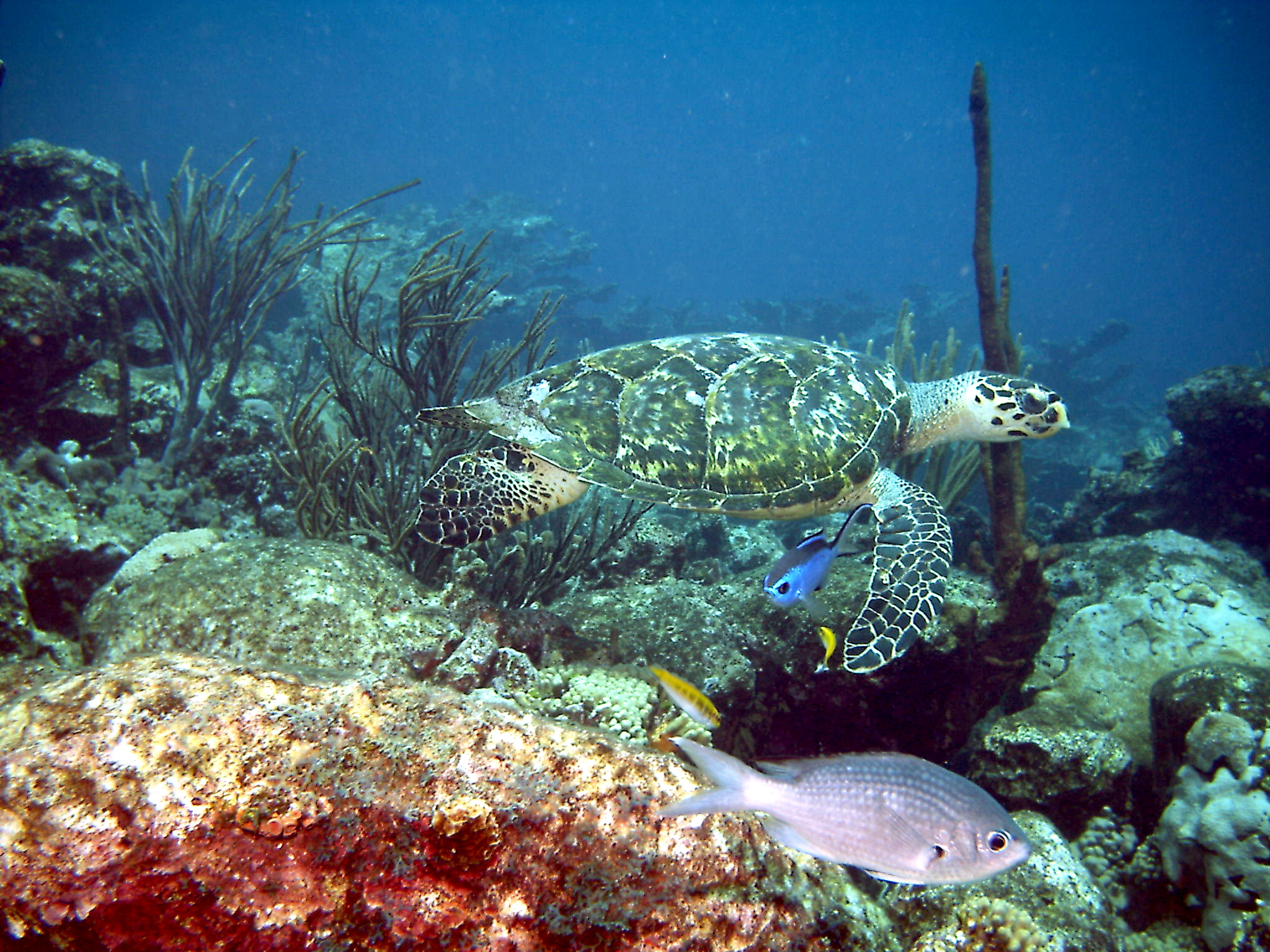
토투가의 산호초에 있는 매부리바다거북

대개 매부리바다거북은 잡식성으로 알려져 있지만, 주식은 해면동물인 것으로 알려져 있으며, 특히 카리브해에 분포하는 개체군의 먹이의 70에서 95%는 이들로 이루어진다. 그외에 간간히 작은 물고기를 먹기도 한다. 비록 이들이 해면동물을 주로 먹는 편식종이지만 먹이가 되는 종은 제한되며, 먹이가 아닌 종은 건들지 않는다. 카리브해의 개체군은 보통해면강의 종을 먹는 것으로 알려져 있다. 이들이 주로 먹는 종은 Geodia gibberosa 등이다. 해면동물 이외에도 해조류, 해파리같은 자포동물 등을 먹는다. 심지어 독성이 강한 해파리인 히드라충강, 고깔해파리(Physalia physalis)같은 종을 먹기도 한다. 매부리바다거북은 해파리를 먹을 때 평상시는 보호되지 않는 눈을 닫기 때문에 독침이 이들을 해할 수는 없다.
매부리바다거북은 이러한 독성이 강한 먹이에 대한 저항성이 높다. 이들이 먹는 많은 먹이(Aaptos aaptos, Chondrilla nucula, Tethya actinia, Spheciospongia vesparum, Suberites domuncula)같은 종은 다른 생명체에는 치명적일 정도로 독성이 강하다. 또한 이들은 실리콘질의 먹이(Ancorina, Geodia, Ecionemia, Placospongia) 등을 골라 먹기도 한다.
먹이인 자포동물이 가지고 있는 독성 물질이 축적되어 매부리바다거북의 살 또한 독성을 띠는 경우가 있다.

### 생애

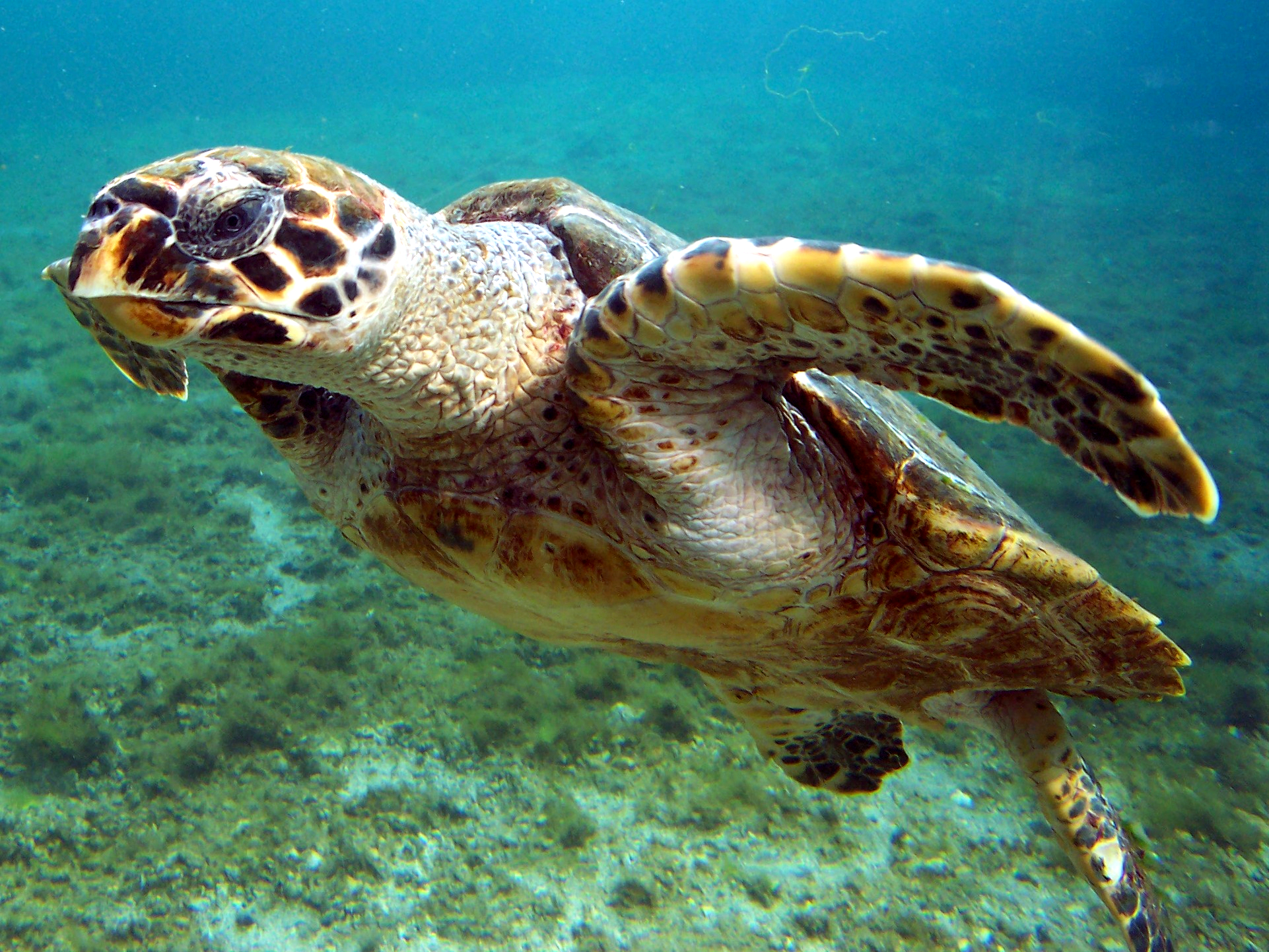
레위니옹 섬에 있는 어린 매부리바다거북

이들의 생애에 대해서는 많이 알려진 바가 없다. 매부리바다거북은 섬의 산호초 중 고립된 지역에서 2년마다 한 번씩 짝짓기를 하는 것으로 알려져 있다. 대서양 개체군 사이에서는 짝짓기가 보통 4월에서 11월 사이에서 이뤄지며 인도양 개체군에게는 9월에서 2월 사이이다. 다른 바다거북처럼 매부리바다거북은 산란장에 가까운 석호에서 짝짓기를 하기도 한다. 짝짓기 뒤에 암컷은 자신의 무거운 몸을 이끌고 해안가를 올라간다. 안전한지 확인하고 뒷발을 이용해 알집을 만든다. 알을 낳은 후 모래로 덮는다. 카리브해와 플로리다 해안의 알집은 보통 각각 140개 정도의 알을 포함한다. 몇 시간 걸리는 이 작업을 끝내고 암컷은 바다로 돌아간다. 지금까지 매부리바다거북이 바다를 떠나는 것이 알려진 때는 산란 시 외에는 없다.

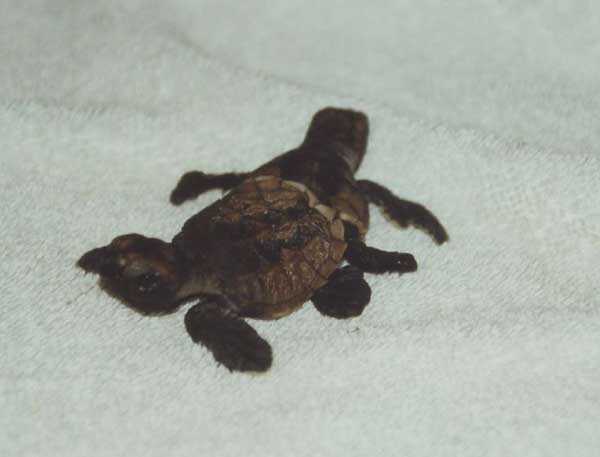
갓 태어난 새끼

매부리바다거북의 새끼의 몸무게는 20g이 되지 않으며 두 달 내에 밤에 알에서 깨어 나온다. 이들은 전반적으로 어둡게 채색되어 있으며 등껍질은 심장 모양이며 길이는 2.5 cm 정도이다. 본능적으로 바다를 향하며 달빛에 끌려 바다로 가는 것으로 알려져 있다(인공 광원 또한 이들을 끌어들일 수 있다). 밤에 깨어난 새끼들은 새벽까지 바다에 도달하지는 못하며 이 사이에 바닷새나 게의 먹이가 되기도 한다.
바다로 간 새끼 매부리바다거북이 얼마 동안 그곳에서 머무는지는 알려져 있지 않다. 매부리바다거북의 성장률은 알려져 있지 않지만 이들이 몸길이 35cm로 성장하였을 때 원양에서 살던 삶터를 산호초로 옮긴다. 가정에 따르면 이들은 30년이 지나야 성숙한다.
이들에 수명에 대해서는 널리 받아들여지는 수치가 없지만 야생에서는 30년에서 50년을 살 수 있을 것으로 추정한다. 다른 바다거북처럼 매부리바다거북은 짝짓기를 할 때를 제외하고는 대부분의 생애를 혼자서 보낸다. 한때는 한 곳에서 머무는 것으로 생각됐지만 이제는 상당히 이주성인 것으로 알려졌다. 단단한 등껍질을 파괴할 해양생물이 거의 없기 때문에 매부리바다거북은 사람을 제외한 천적이 거의 없다. 천적들은 상어와 악어 등이다. 문어나 일부 원양어류가 성체를 잡아먹는 것 또한 알려져 있다.

## 진화
다른 바다거북과 비교해서 매부리바다거북은 해면동물을 주로 먹는 등, 해부학적으로나 생태적으로 다른 행동을 지니고 있다. 이 때문에 이들이 어떻게 진화해 왔는지는 불명이다. 분자 유전학 분석에 따르면 매부리바다거북이 초식에서보다는 육식인 조상에서 내려온 것에 비중을 더하고 있다. 비슷한 붉은바다거북이 육식성인 것을 보아서 매부리바다거북 또한 육식성인 조상에서 진화한 것으로 보인다.

## 분류

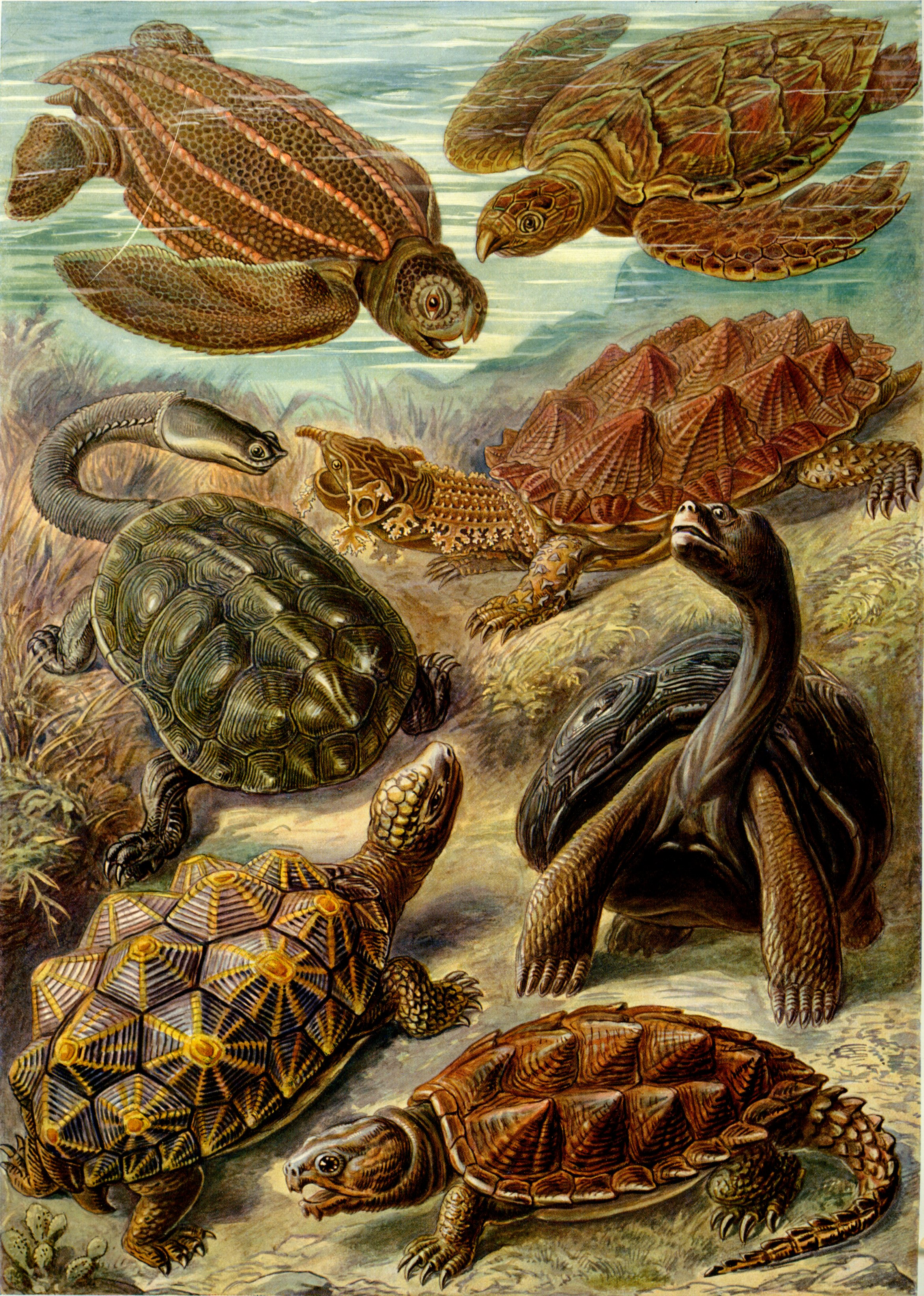
에른스트 헤켈의 1904년 그림에 나타난 거북들(맨 위 오른쪽이 매부리바다거북)

매부리바다거북은 1766년에 린네가 Testudo imbricata라고 설명하였다. 1843년 오스트리아의 동물학자인 레오폴드 피칭거가 매부리바다거북속(Eretmochelys)으로 옮겼다. 1857년에는 Eretmochelys imbricata squamata로 재분류되었는데, 이는 지금은 받아들여지지 않는다.
현재 매부리바다거북의 두 가지 아종이 받아들여져 있다. Eretmochelys imbricata bissa(Rüppell, 1835)는 태평양에 걸쳐 분포하는 종을 가리킨다. 대서양 개체군은(Eretmochelys imbricata imbricata (Linnaeus, 1766) 다른 아종군이라는 것이 밝혀졌다. 학명의 부분 중 imbricata은 남겨졌는데, 린네가 처음으로 설명한 매부리바다거북은 대서양 개체군이었기 때문이다.
피칭거가 붙인 속의 학명인 Eretmochelys는 그리스어의 eretmo와 chelys인데, 각각 노(櫓)와 거북을 의미한다. 종의 학명인 imbricata은 영어의 imbricate(비늘)에 상등하며, 매부리바다거북의 인갑이 서로 겹치는 것을 묘사한다. 아종은 한때 Caretta bissa라고 분류되었으며 이는 한때 매부리바다거북속의 다른 종을 뜻하였다. Caretta은 매부리바다거북보다 큰 친척뻘인 붉은바다거북을 일컫는다.

## 인간과의 관계

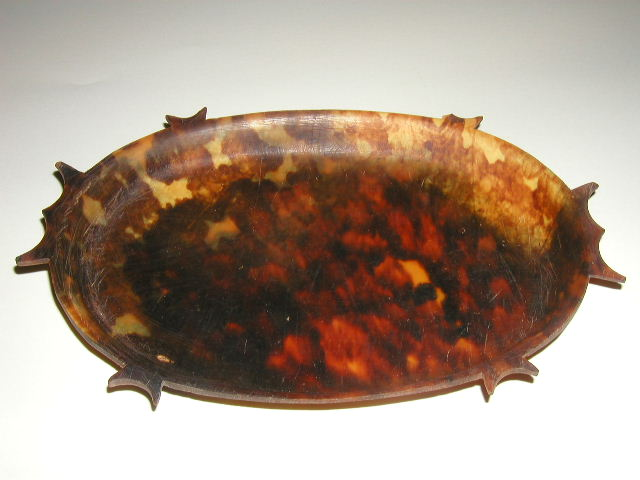
바다거북으로 만들어진 일본제 장식품

전 세계적으로 여러 나라에서 여전히 매부리바다거북은 불법으로 채취되고 있다. 어떠한 지역에서는 매부리바다거북은 포획돼 별미의 요리로 만들어지기도 한다. 기원전 5세기부터 매부리바다거북을 비롯한 바다거북은 중국에서 별미 요리로 여겨졌다.
동방 국가를 비롯한 몇몇 지역에서는 매부리바다거북을 장식용으로 이용하기도 하였다. 이들 국가에서는 매부리바다거북의 등딱지가 매우 귀한 보석으로 취급되었다. 중국에서는 이들의 등딱지가 장식에 많이 이용됨에 따라 등딱지거북을 뜻하는 타이메이라고 불렸다. 일본에서는 인갑을 채취하기 위해서 포획되었으며, 일본어로 베코라고 알려졌다. 김성일이 소지했던 한국에서 현존하는 가장 오래된 안경테는 매부리바다거북의 등딱지로 만들어졌으며, 가장 비싼 안경테 소재로 여겨진다. 나전칠기에서 돋보이는 기법 중의 하나로는 대모복채법(玳瑁伏彩法)은 매부리바다거북의 등딱지를 얇게 갈아 투명하게 하고 안쪽은 붉고 노란색을 칠해 바깥으로 색깔들이 비쳐보이게 한다. 1994년에 일본은 매부리바다거북의 등딱지 수입을 중단했으며, 이전까지는 연간 30톤가량의 등딱지가 거래되었다. 고대 그리스나 고대 로마같은 서방 세계에서 또한 매부리바다거북의 등딱지는 빗, 솔, 반지 같은 장식품에 사용되었다. 현재 대부분의 포획은 카리브해 지역에서 이루어지며, 2006년 당시에는 도미니카 공화국과 콜롬비아 같은 국가에서 가공된 매부리바다거북의 등딱지가 자주 보였다.

### 문학 및 예술에서의 매부리바다거북
미국 매사추세츠주 우스터에서는 한 소년이 매부리바다거북을 타고 있는 동상인 터틀보이가 사랑을 받고 있다. 또한 20 볼리바르짜리 베네수엘라 지폐와 2 헤알짜리 브라질 지폐의 뒷면에 그려져 있기도 하다.

## 보호 노력
매부리바다거북의 긴 수명, 느린 성장률, 낮은 번식률 등으로 다른 바다거북과 함께 최소한 멸종 위기를 받는 종이라는 공감대가 형성되어 있다. 성체는 의도적으로나 비의도적으로 사람으로 인한 생명의 위협을 받는다. 이에 더해서 사람과 다른 동물이 그들의 산란장 또한 위협하고 있다. 작은 동물들이 알집을 습격하는 것은 잘 알려져 있다. 미국령 버진아일랜드에서는 장수거북을 비롯한 바다거북의 알집이 몽구스에게 습격당한다.
1996년에 국제자연보호연맹의 레드리스트에 매부리바다거북은 심각한 멸종위기종으로 올라왔다. 매부리바다거북의 위기 상태에 대해 의문이 제기되어 왔으며 몇몇 지역군은 상당한 안정세에 있다는 의견도 제시하였다. 이 의견은 바다거북전문가그룹이 제출한 분석 이후 국제자연보호연맹에서 거부되었다. 이 단체에서 내놓은 자료에 따르면 매부리바다거북의 개체 수는 3세대를 거치는 동안 80% 정도 감소됐다고 하며 1996년이후 뚜렷한 증가세가 보이지 않는다고 하였다. 이 자료에 따라 국제자연보호연맹은 매부리바다거북의 존치 상태를 위급(CR A1)이라고 평가하였다. CR A2로는 올라가지 못하였는데, 연맹이 더 이상 개체 수가 감소하리라고는 결정내리지 못했기 때문이다.
이미 1982년에 매부리바다거북은 국제자연보호연맹의 멸종위기종에 올라왔다. 이 상태는 1986년도 평가, 1988년도 평가, 1990년도 평가, 1994년도 평가 에도 지속되었으며, 1996년에 위급으로 재평가되었다(윗부분을 참고).
매부리바다거북을 비롯한 모든 바다거북상과의 종들은 CITES의 부속서 I에 올라와 있다. 따라서 이들을 죽이거나, 포획하거나, 희롱하거나, 이들에게서 생산되는 물품을 수출·수입하는 것이 금지된다.
지역적으로 매부리바다거북을 보전하려는 노력 또한 증대되고 있다. 미국수산청이 매부리바다거북을 1970년 이후로 멸종위기종으로 분류하고 있다. 미국 정부는 매부리바다거북을 보호하기 위해 회복 계획을 세웠다. 대한민국 국토부는 복원을 위해 제주도의 바다거북 주요 산란장인 중문해수욕장에 CCTV를 설치해 이들의 생태를 조사하기로 했다.

## 같이 보기
- 바다거북상과 (Chelonioidea)
  - 바다거북과 (Cheloniidae)
    - 붉은바다거북 (Caretta caretta)
    - 바다거북 (Chelonia mydas)
    - 켐프각시바다거북 (Lepidochelys kempii)
    - 올리브각시바다거북 (Lepidochelys olivacea)
    - 납작등바다거북 (Natator depressus)

  - 장수거북과 (Dermochelyidae)
  - 장수거북 (Dermochelys coriacea)